# Deck Nine Games
A Deck Nine Games (anteriormente conhecida como Idol Minds) é uma desenvolvedora de jogos eletrônicos norte-americana localizada em Westminster, Colorado.

## Por que Deck Nine?
O nome Deck Nine presta homenagem a um jogo interativo de contar histórias que nos inspirou. Lançado em meados dos anos 80 ’ s, o Planetfall, escrito por Steve Meretzky e publicado pela Infocom, foi um clássico instantâneo. O personagem da IA, Floyd, ainda resiste ao teste do tempo e sua morte evoca lembranças de admiração e tristeza –, possivelmente na primeira vez que um jogo fez isso. O jogo começa com você a bordo do Stellar Patrol Ship Feinstein, esfregando a sujeira com seu pincel de esfoliação multiuso e multiuso para uso em patrulha e sua localização é: DECK NINE.

## História
A empresa se tornou amplamente conhecido pelo jogo baseado em física, Pain, que foi lançado em 2007 e tornou-se o mais baixado da PlayStation Network em 2009.
Eles desenvolveram o jogo Warrior's Lair cooperativamente com a SCE San Diego Studio, o jogo foi utilizado como uma demonstração das capacidades da plataforma PlayStation Vita em sua apresentação oficial na E3 2011, porém mesmo sendo um lançamento destacado, acabou cancelado.
Em maio de 2017, a Idol Minds mudou de direção para se concentrar em jogos de aventura narrativas e, posteriormente, renomeou a empresa para fazer negócios como Deck Nine Games.
Em junho de 2017, durante a conferência da Xbox na E3, a Deck Nine Games lançou o trailer do jogo Life Is Strange: Before the Storm. O título é uma pré-sequência do jogo Life Is Strange, e consiste em três episódios com o primeiro programado para ser lançado no dia 31 de agosto de 2017.

## Jogos desenvolvidos

### comoIdol Minds
| Ano  | Título                           | Plataforma(s)              |
| ---- | -------------------------------- | -------------------------- |
| 1998 | Cool Boarders 3                  | PlayStation                |
| 1998 | Rally Cross 2                    | PlayStation                |
| 1999 | Cool Boarders 4                  | PlayStation                |
| 1999 | SuperCross Circuit               | PlayStation                |
| 2000 | Cool Boarders 2001               | PlayStation, PlayStation 2 |
| 2003 | My Street                        | PlayStation 2              |
| 2005 | Neopets: The Darkest Faerie      | PlayStation 2              |
| 2007 | Pain                             | PlayStation 3              |
| 2008 | Madagascar: Escape 2 Africa      | PlayStation 2              |
| 2012 | Ratchet & Clank Collection       | PlayStation 3              |
| 2012 | Linked Together                  | iOS                        |
| 2013 | Ratchet: Deadlocked (HD Edition) | PlayStation 3              |
| 2013 | Phrazzle                         | iOS, Android               |
| 2014 | Tales of Honor: The Secret Fleet | iOS, Android               |
| 2014 | Qube Kingdom                     | iOS, Android               |

### comoDeck Nine Games
| Ano  | Título                                | Plataforma(s)                                                                                       | Publicadora(s) |
| ---- | ------------------------------------- | --------------------------------------------------------------------------------------------------- | -------------- |
| 2017 | Life Is Strange: Before the Storm     | Android, iOS, Linux, macOS, Microsoft Windows, PlayStation 4, Xbox One                              | Square Enix    |
| 2021 | Life Is Strange: True Colors          | Microsoft Windows, Nintendo Switch, PlayStation 4, PlayStation 5, Stadia, Xbox One, Xbox Series X/S | Square Enix    |
| 2022 | Life Is Strange Remastered Collection | Microsoft Windows, Nintendo Switch, PlayStation 4, Stadia, Xbox One                                 |                |
| 2023 | The Expanse: A Telltale Series        | Microsoft Windows, PlayStation 4, PlayStation 5, Xbox One, Xbox Series X/S                          | Telltale Games |
| 2024 | Life Is Strange: Double Exposure      | Microsoft Windows, PlayStation 4, PlayStation 5, Xbox One, Xbox Series X/S                          | Square Enix    |